# Helena Mikołajczyk
Helena Mikołajczyk (Mszana Dolna, 22 maggio 1968) è un'ex biatleta polacca.

## Biografia
In Coppa del Mondo ottenne il primo risultato di rilievo il 17 dicembre 1992 a Pokljuka (43ª) e il miglior piazzamento il 16 gennaio 1993 a Oberhof/Val Ridanna (30ª).
In carriera prese parte a un'edizione dei Giochi olimpici invernali, Lillehammer 1994 (52ª nell'individuale, 11ª nella staffetta), e a tre dei Campionati mondiali, vincendo una medaglia.

## Palmarès

### Mondiali
- 1 medaglia:
  - 1 bronzo (gara a squadre[2] a Borovec 1993)